# Relaciones México-Senegal
Las naciones de México y Senegal establecieron relaciones diplomáticas en 1962. Ambas naciones son miembros del Grupo de los 15 y de las Naciones Unidas.

## Historia
En abril de 1960, Senegal obtuvo su independencia de Francia. En 1961, el presidente mexicano Adolfo López Mateos envió una delegación presidencial de buena voluntad, encabezada por el enviado especial Alejandro Carrillo Marcor y el delegado José Ezequiel Iturriaga; para visitar Senegal y allanar el camino para el establecimiento de relaciones diplomáticas entre ambas naciones. El 10 de mayo de 1962, México y Senegal establecieron relaciones diplomáticas.
En 1972, el arquitecto mexicano Pedro Ramírez Vázquez recibió el encargo del presidente Senghor de diseñar el Museo de las Culturas Negras en Dakar. El museo nunca se construyó, sin embargo su local fue utilizado para el Museo de Civilizaciones Negras que fue inaugurado en 2011.
En 1974, el secretario de Relaciones Exteriores de México Emilio Óscar Rabasa realizó una visita a Senegal en preparación de la visita del presidente Luis Echeverría. En mayo de 1975, el presidente senegalés, Léopold Sédar Senghor, realizó una visita a México. En julio de 1975, el presidente mexicano Luis Echeverría realizó una visita de estado a Senegal, convirtiéndose en el primer presidente mexicano en visitar África.
En 1982 se creó la Asociación de Amigos de México en Senegal, con el nombramiento del expresidente Senghor como presidente honorario. El objetivo era crear vínculos directos entre los dos países para el entendimiento mutuo.
En 1991, el secretario de Relaciones Exteriores de México, Fernando Solana Morales, realizó una visita a Senegal. Ese mismo año, México cerró su embajada en Senegal, y en 1993 México abrió un consulado honorario en Dakar. En marzo de 2002, el presidente senegalés, Abdoulaye Wade, visitó la ciudad de Monterrey, para asistir a la Conferencia Internacional sobre la Financiación para el Desarrollo.
En noviembre de 2014, el subsecretario de Relaciones Exteriores de México, Carlos de Icaza, viajó a Dakar para asistir a la conferencia Organización Internacional de la Francofonía, donde México fue admitido como observador de la organización. En 2022, ambas naciones celebraron 60 años de relaciones diplomáticas.
En años anteriores, se ha producido un aumento en el número de migrantes que cruzan a México en ruta hacia la Frontera entre Estados Unidos y México. A principios de 2024, más de 20.000 ciudadanos senegaleses ingresaron a México para intentar ingresar a Estados Unidos.

## Visitas de alto nivel
Visitas de alto nivel de México a Senegal
- Enviado especial Alejandro Carrillo Marcor (1961)
- Delegado José Ezequiel Iturriaga (1961)
- Secretario de Relaciones Exteriores Emilio Óscar Rabasa (1974)
- Presidente Luis Echeverría (1975)
- Secretario de Relaciones Exteriores Fernando Solana Morales (1991)
- Subsecretaria de Relaciones Exteriores Lourdes Aranda (2013)
- Subsecretario de Relaciones Exteriores Carlos de Icaza (2014)

Visitas de alto nivel de Senegal a México
- Presidente Léopold Sédar Senghor (1975)
- Presidente Abdoulaye Wade (2002)
- Ministero de Estado Djibo Leyti Kâ (2010)

## Acuerdos bilaterales
Ambas naciones han firmado algunos acuerdos bilaterales, como un Acuerdo sobre la Coproducción Cinemática (1975); Acuerdo de Cooperación Turística (1975); Acuerdo de Cooperación Cultural y Científica (1975); y un Acuerdo de Cooperación Técnica (1975).

## Comercio
En 2023, el comercio entre México y Senegal ascendió a $54.8 millones de dólares. Las principales exportaciones de México a Senegal incluyen: extracto de malta y preparaciones alimenticias, artículos de hierro o acero, medicamentos, partes de maquinaria, generadores de gas, instrumentos y aparatos para máquinas; y pescado. Las principales exportaciones de Senegal a México incluyen: bombas para líquidos, motores, equipo electrónico, maquinaria, mariscos, artículos de hierro o acero, partes y accesorios para vehículos automotores, plástico; y minerales.

## Misiones diplomáticas
- México está acreditado aante Senegal desde su embajada en Rabat, Marruecos y mantiene un consulado honorario en Dakar.[13][14]
- Senegal está acreditado ante México desde su embajada en Washington D. C., Estados Unidos y mantiene un consulado honorario en la Ciudad de México.[15]